# Fabriciana korla
Fabriciana korla is een vlinder uit de familie van de Nymphalidae. De wetenschappelijke naam van de soort is voor het eerst geldig gepubliceerd in 1926 door Reuss.